# Nevrorazvojna motnja
Nevrorazvojne motnje (ang. neurodevelopmental disorders ali NDD) so skupina vseživljenjskih stanj, ki se pojavijo v obdobju otrokovega nevrološkega razvoja, pogosto že pred vstopom v osnovno šolo. Zanje je značilen razvojni primanjkljaj, ki povzroča motnje osebnega, socialnega, akademskega in prilagoditvenega delovanja posameznika.
Nevrorazvojne motnje vključujejo intelektualne motnje, motnjo aktivnosti in pozornosti (ADHD), motnje avtističnega spektra (ASD), komunikacijske motnje, motorične motnje in specifične motnje učenja (SLD). Pogosto se pojavljajo sočasno.

## Intelektualne motnje

### Intelektualna oviranost
Intelektualna oviranost je motnja, ki se pojavi v obdobju zgodnjega razvoja in vključuje tako intelektualne kot prilagoditvene primanjkljaje na miselnem, socialnem in praktičnem področju. Kaže se kot primanjkljaj v inteligentnih funkcijah (sklepanje, reševanje problemov, načrtovanje, abstraktno mišljenje, presojanje, učenje), nezmožnost neodvisnega in družbeno odgovornega življenja ter težavah na področju komunikacije. Osebe z motnjo pa imajo lahko težave tudi pri uravnavanju svojega vedenja in čustvovanja, v medosebnih odnosih in pri ohranjanju motivacije med učenjem.
Posamezniki z intelektualno oviranostjo predstavljajo 1 do 2 % celotne populacije, motnja pa se pogosteje pojavi pri dečkih kot pri deklicah. Poznamo tri glavne razloge za njen nastanek:
- zgodnje, genetske in strukturne nepravilnosti možganov, ki onemogočajo njihov normalni razvoj (najpogostejši vzrok)
- posledica Downovega sindroma (kromosomski vzrok)
- posledica sindroma krhkega X  (dedna oblika motnje)

Nastane lahko tudi zaradi drugih manj pogostih dejavnikov, kot so napake presnove, podhranjenost ali obolelost matere v nosečnosti, zloraba substanc, izpostavljenost sevanju in travmatični porod.
Diagnoza temelji na klinični oceni in standardiziranem testiranju inteligence (merjenje IQ), kjer posamezniki s to motnjo običajno dosegajo rezultat 65–75 točk. Glede na rezultate intelektualno oviranost delimo na štiri stopnje; blaga, zmerna, težja in težka.

### Globalni razvojni zaostanek
Globalni razvojni zaostanek ali GDD (ang. global developmental delay) je nova diagnoza, ki omogoča beleženje primerov, v katerih gre za pomemben zaostanek na dveh ali več področjih intelektualnega ali splošnega razvoja, vendar stopnje klinične resnosti v zgodnjem otroštvu ni mogoče zanesljivo oceniti. Diagnoza je tako namenjena otrokom, mlajšim od 5 let, saj so premajhni, da bi sodelovali pri standardiziranem testiranju in je posledično kasneje potrebna ponovna ocena.

### Neopredeljena motnja v duševnem razvoju
Diagnoza neopredeljena motnja v duševnem razvoju se uporablja pri posameznikih, starejših od 5 let, ki imajo pomemben intelektualni ali splošni razvojni zaostanek in je klinična ocena stopnje s pomočjo prosto dostopnih postopkov otežena ali nemogoča zaradi pridruženih čutnih ali telesnih okvar. Ta diagnoza se uporablja le v izjemnih okoliščinah, oceno pa je treba po določenem času ponoviti.

## Motnje avtističnega spektra (ASD)
Motnjo avtističnega spektra ali ASD (ang. autistic spectrum disorder) opredeljujemo kot sindrom primanjkljajev v socialnem sporazumevanju, ki ga spremlja ponavljajoče se vedenje ter se začenja že v zgodnjem otroštvu. Pod kategorijo avtističnega spektra, poleg najbolj znanega »otroškega avtizma«, uvrščamo tudi druge sorodne motnje, kot so npr. Rettova motnja in Aspergerjev sindrom. Zanje so značilni primanjkljaji v socialni interakciji, težave pri razumevanju in nadziranju čustev ter ponavljajoči se vzorci vedenja, interesov in dejavnosti. V preteklosti je bila vsaka motnja avtističnega spektra obdelovana kot samostojna, kasneje pa so jih strokovnjaki za nevrorazvojne motnje zaradi podobnih značilnosti opredelili kot spekter in združili v enotno diagnostično kategorijo.  
Pogosti znaki avtizma:
- odsotnost govora ali zakasnjen začetek,
- neodzivnost na nasmeh in objeme,
- omejene socialne interakcije,
- slab ali odsoten očesni stik,
- neodzivnost na ime,
- ponavljajoči se vzorci vedenja in dejavnosti,
- posebni interesi (ozka osredotočenost na določene teme),
- pretirano upoštevanje rutin,
- odpor do sprememb,
- občutljivost na zvoke in teksture,
- zanimanje za svetlobo in vrtenje,
- brezbrižnost do bolečine, vročine in mraza,
- izbirčnost pri hrani,
- odmaknjenost in zadržanost.

Motnjo avtističnega spektra naj bi imeli približno 1 od 100 otrok, vendar pa jih veliko ostane nediagnosticiranih, saj se znaki pojavijo že zgodaj v otroštvu, ko je diagnozo težko pravilno določiti in so znaki pogosto napačno interpretirani kot komunikacijska motnja. Kljub temu da gre za vseživljenjsko motnjo, je priporočeno zdravljenje z različnimi terapijami kot so vedenjska in govorna terapija ter terapija senzorične integracije, ki blažijo simptome ASD in posameznikom olajšajo življenje.

## Komunikacijske motnje
Pri komunikacijskih motnjah gre za težave, ki se pojavijo na področju jezika, govora, sluha in komunikacije. Vključujejo jezikovne motnje, motnje govornega zvoka, motnje fluentnosti govora v otroštvu in specifično motnjo učenja. Nedolgo nazaj je bila pod to kategorijo uvrščena tudi motnja socialne komunikacije, ki zajema težave pri uporabi verbalnega in neverbalnega sporazumevanja. Pojavljajo se lahko samostojno ali skupaj z drugimi nevrorazvojnimi motnjami pri 1 do 3 % otrok celotne populacije, glede na kompleksnost pa jih delimo na blage, zmerne, težje in težke. Kot oblika pomoči pa se uporabljajo govorno-jezikovne terapije, ki so posebej prilagojene vsakemu posamezniku.

### Motnja govora
Motnja govora je trajna motnja pri usvajanju, tvorbi in uporabi govorjenega, pisnega ter znakovnega jezika. Pojavi v zgodnjem obdobju razvoja kot posledica primanjkljajev v razumevanju in produkciji. Povzroča nižje jezikovne zmožnosti ter ovira socializacijo, sporazumevanje in učno uspešnost.
Značilnosti:
- zmanjšano besedišče (poznavanje in uporaba besed),
- omejena stavčna struktura (sposobnost povezovanja besed in besednih končnic v stavke na podlagi slovničnih in morfoloških pravil),
- motnje v sporazumevanju (sposobnost uporabe besedišča in povezovanja stavkov za razlago ali opis teme ali niza dogodkov ali za pogovor).

### Motnja govornega zvoka
Motnja govornega zvoka označuje stalne težave pri tvorjenju govora, ki so razvojno neustrezne in vključujejo različne vidike artikulacije, tekočnosti in tvorjenja glasu. Ta motnja se pogosto pojavlja sočasno z jezikovnimi motnjami, intelektualno oviranostjo in nevrološkimi težavami, kot je sindrom Landau-Kleffnerja.

### Motnja tekočnosti v otroštvu (jecljanje)
Motnja, za katero je značilna ovirana normalna fluentnost/tekočnosti in vzorci govora. Pogosto se kaže v govornih motnjah, kot so ponavljanje zlogov ali prekinjanje besed ter ovira učno uspešnost in komunikacijo, stres in tesnoba pa motnjo še poslabšata. Običajno se pojavi do šestega leta starosti in v kasnejših obdobjih izgine.
Značilnosti:
- ponavljanje zvokov in zlogov,
- podaljševanje soglasnikov in samoglasnikov,
- prelamljanje besed,
- uporaba zvočne ali tihe blokade,
- cirkumlokucije (zamenjave besed, da bi se izognili problematičnim besedam).

### Socialna (pragmatična) komunikacijska motnja
Socialna (pragmatična) komunikacijska motnja je novejša diagnozo. Gre za motnjo, pri kateri imajo otroci težave v socialni komunikaciji, vključno z razumevanjem in oblikovanjem govora, kar vpliva na jezikovno sklepanje. Otroci tako kot pri ASD pogosto izkazujejo socialno neprimerno vedenje, vendar njihovo vedenje ne vključuje tudi ponavljajočih gibov ali omejenih interesov, ki so značilni za motnjo avtističnega spektra.
Značilnosti:
- neuporaba komunikacije v socialne namene,
- slaba sposobnost spreminjanja komunikacije glede na kontekst,
- težave pri upoštevanju pravil,
- težave pri pripovedovanju zgodb,
- težave pri sklepanju.

## Motnja pomankanja pozornosti s hiperaktivnostjo (ADHD)
Motnja pomanjkanja pozornosti s hiperaktivnostjo ali ADHD (ang. attention-deficit disorder with hyperactivity) je nevrorazvojna motnja, ki je pojavi v obdobju otroštva ali adolescence in označuje pretirano aktivnost, nemirnost, impulzivnost in pomankanje pozornosti, ki predstavljajo oviro za delovanje in razvoj. Pojavlja se pri 5 do 11 % otrok pogosto v kombinaciji z motnjo avtističnega spektra.
Pogosti znaki ADHD:
- težave ostajanja pri nalogi,
- slaba organiziranost,
- pomankanje vztrajnosti,
- težave pri osredotočanju,
- pretirana motorična aktivnost,
- slabša uspešnost v šoli (oz. na delovnem mestu).

Da je lahko posameznik uspešno diagnosticiran z ADHD, mora vsaj 12 do 18 simptomov (od tega 6 s področja hiperaktivnosti in 6 s področja pozornosti), ki se pojavijo pred 7. do 12. letom starosti, trajati vsaj 6 mesecev. Za posameznike, starejše od 17 let, pa zadostuje že 10 simptomov.
Čeprav motnja ni ozdravljiva, je za zdravljenje ADHD na voljo 5 vrst zdravil, ki blažijo simptome; metilfenidat, lisdexamfetamin, deksamfetamin, atomoksetin in guanfacin. Poleg zdravil pa so priporočljive tudi različne terapije, kot so psihoedukacija, vedenjska terapija, usposabljanje na področju socialnih veščin in kognitivno-vedenjska terapija (CBT).

## Specifična motnja učenja
Specifična motnja učenja je klinična diagnoza, ki vključuje težave pri učenju in uporabi akademskih veščin. Zajema motnje branja (disleksija), matematično motnjo (diskalkulija) in motnjo pisnega izražanja, ki so jih nedolgo nazaj strokovnjaki združili pod eno diagnostično kategorijo. Motnja se kot posledica dednih genetskih napak, čustvene in telesne travme ali zastrupitve pojavlja pri 3 do 10 % otrok celotne populacije.
Prepoznavne značilnosti:
- počasno in težavno branje,
- težave pri razumevanju pomena prebranega,
- težave s črkovanjem,
- težave s slovnico,
- težave pri razumevanju in zapisu števil.

## Motorične motnje
Motorične motnje so motnje v delovanju živčnega sistema, ki povzročajo nehotene ali neobvladljive gibe ali dejanja telesa. Simptomi motoričnih motenj so tresenje, trzanje, krči ali težave s hojo. Največkrat se pojavijo zaradi patološke spremembe določenih možganskih predelov, ki je posledica genetske mutacije. Motorične motnje so neozdravljive in trajajo vse življenje, vendar pa lahko njihove simptome blažimo s terapijo.

### Razvojna motnja koordinacije
Za razvojno motnjo koordinacije (RMK), ki se razvije že v zgodnjem razvojnem obdobju in se pogosto povezuje z ASD ali ADHD, je značilno ovirano usvajanje in izvajanje spretnosti, ki zahtevajo motorično koordinacijo. Pri mlajših otrocih se kaže v obliki poznega doseganja razvojnih mejnikov in pridobivanja motoričnih spretnosti, pri starejših otrocih pa kot težave pri izvajanju dejavnosti za katere je potrebna uporaba motoričnih spretnosti. Značilno je trajno ovirano izvajanje vsakodnevnih dejavnosti, posledično pa se lahko pojavijo tudi nizka samopodoba, občutek nevrednosti ter čustvene in vedenjske težave. Zaradi podobnih značilnosti je pogosto zamenjana za cerebralno paralizo ali mišično disforijo. RMK je vseživljenjska nevrološka motnja, ki se pojavi pri približno 5 do 6 % otrok celotne populacije in je pogostejša pri moških kot pri ženskah.

### Stereotipna gibalna motnja
Za stereotipno gibalno motnjo je značilno ponavljajoče se brezciljno motorično vedenje, ki ovira socialne in druge dejavnosti ali povzroča poškodbe. Gre za vedenje, ki se pojavi zgodaj v obdobju razvoja in ga ni mogoče pojasniti z drugo nevrorazvojno ali duševno motnjo. Prepoznamo jo po gibih kot so mahanje z rokami, zibanje, igranje s prsti in rokami, vrtenje predmetov, grizenje samega sebe in udarjanje po različnih delih telesa.

### Motnje tikov
Gre za motnje ki vključujejo prisotnost klinično pomembnih tikov oz. trzajev, ki se razlikujejo glede na trajanje in vrsto. V to kategorijo uvrščamo pet različnih motenj:
1. Tourettov sindrom – motnja, za katero so značilni stereotipni, neritmični motorični gibi in vokalizacija, ki se jih posameznik zaveda, a jih večinoma ne more (dolgo) nadzorovati. Običajno se pojavi okoli 5. leta starosti, tiki, ki morajo za diagnozo trajati vsaj eno leto, pa so pogosto družbeno neprimerni ali žaljivi. Svoj vrh motnja doseže med 10. in 12. letom, v obdobju adolesence pa pogosto izzveni.[17][18]
2. Kronične motorične ali vokalne motnje tikov − glavna značilnost motnje so motorični ali vokalni tiki, ki pa se nikoli ne pojavljajo sočasno (pojaviji se le ena izmed dveh vrst), kar motnjo ločuje od izjemno podobnega Tourettovega sindroma s katerim je lahko tudi genetsko povezana.[1]
3. Začasne motnje tikov − diagnoza je postavljena ob spremembi predhodne motnje tikov, gre torej za posameznike pri katerih se tiki pojavljajo manj kot eno leto.[1]
4. Druge opredeljene motnje tikov − gre za diagnozo, ki jo postavijo, kadar pri posamezniku prevladujejo simptomi, značilni za motnje tikov, a ne izpolnjujejo vseh meril katere koli kategorije.[1]
5. Neopredeljene motnje tikov − nanaša se na primere, pri katerih ni dovolj informacij za postavitev natančnejše diagnoze.[1]